# Sadananya (plaats)
Sadananya is een bestuurslaag in het regentschap Ciamis van de provincie West-Java, Indonesië. Sadananya telt 5281 inwoners (volkstelling 2010).